# Max-Schmeling-Halle
La Max-Schmeling-Halle est une salle omnisports située dans le quartier berlinois de Prenzlauer Berg (Bezirk de Pankow). Elle est principalement utilisée pour le handball, le volleyball, les concerts et autres manifestations. Elle est nommée en l'honneur de l'ancien boxeur allemand Max Schmeling.
Depuis 2005, c'est le domicile du Füchse Berlin, évoluant dans le Championnat d'Allemagne de handball, et du Berlin Recycling Volleys évoluant dans le championnat d'Allemagne de volley-ball. La Max-Schmeling-Halle a une capacité maximum d'environ 8 500 places.

## Histoire
La cérémonie d'ouverture s'est tenue le 14 décembre 1996 en présence de Max Schmeling.
Prévue pour être une salle de gymnastique dans le cadre des Jeux olympiques de 2000, elle est devenue une salle omnisports après la désignation de Sydney pour l'organisation des JO. Elle est aujourd'hui utilisée comme salle de boxe et comme salle du Füchse Berlin. Elle a été la salle de l'équipe de basket-ball de l'ALBA Berlin jusqu'à son déménagement en 2008 à l'O2 World.

## Événements
- FIBA EuroStars 1998
- Concerts de Madonna (Drowned World Tour), les 19, 20, 22 et 23 juin 2001
- Championnat du monde de handball masculin 2007
- Championnats d'Europe de gymnastique artistique 2011
- Final Four de la Coupe EHF 2013-2014
- Final Four de la Coupe EHF 2014-2015

## Galerie

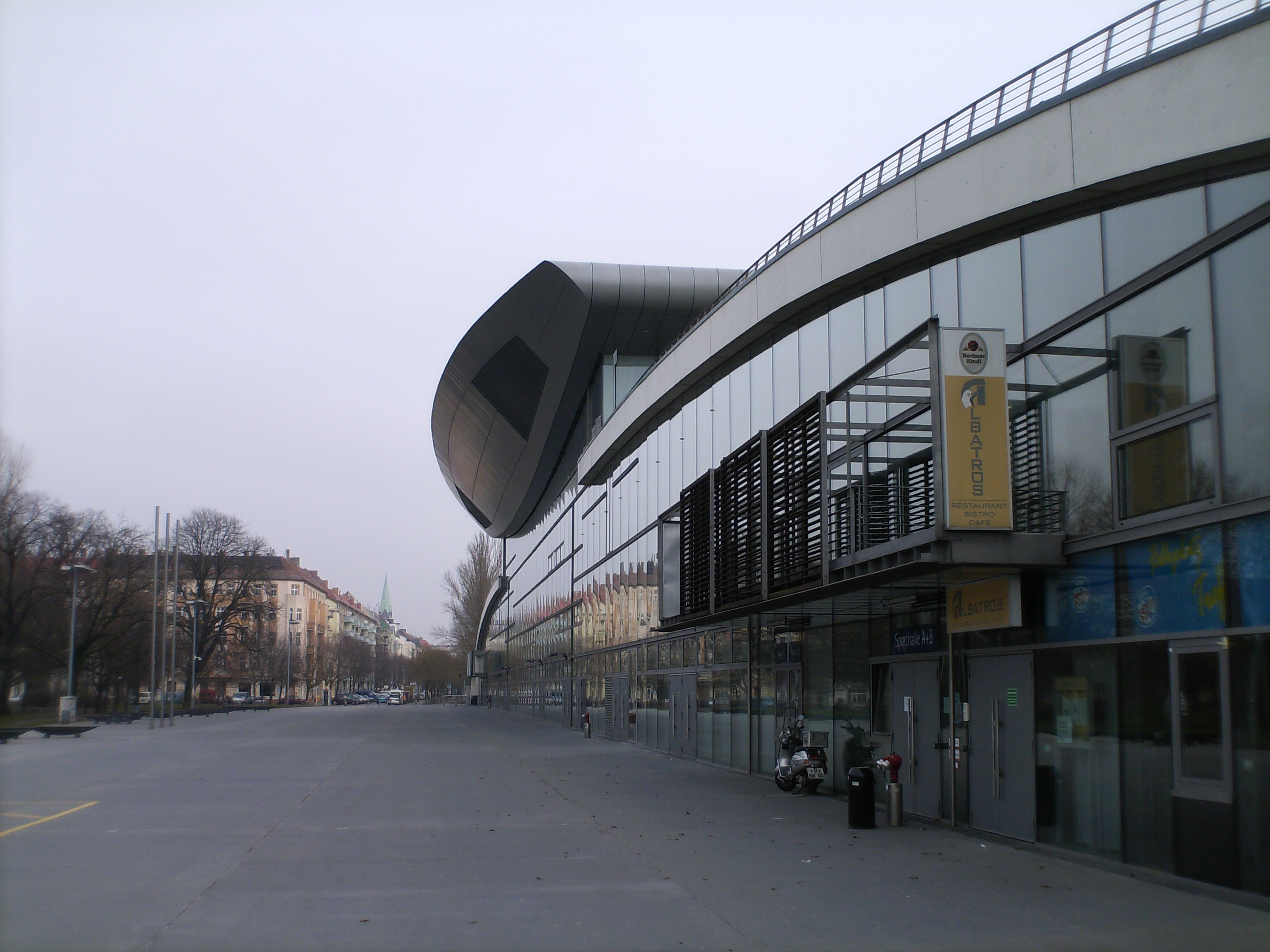
Façade extérieure
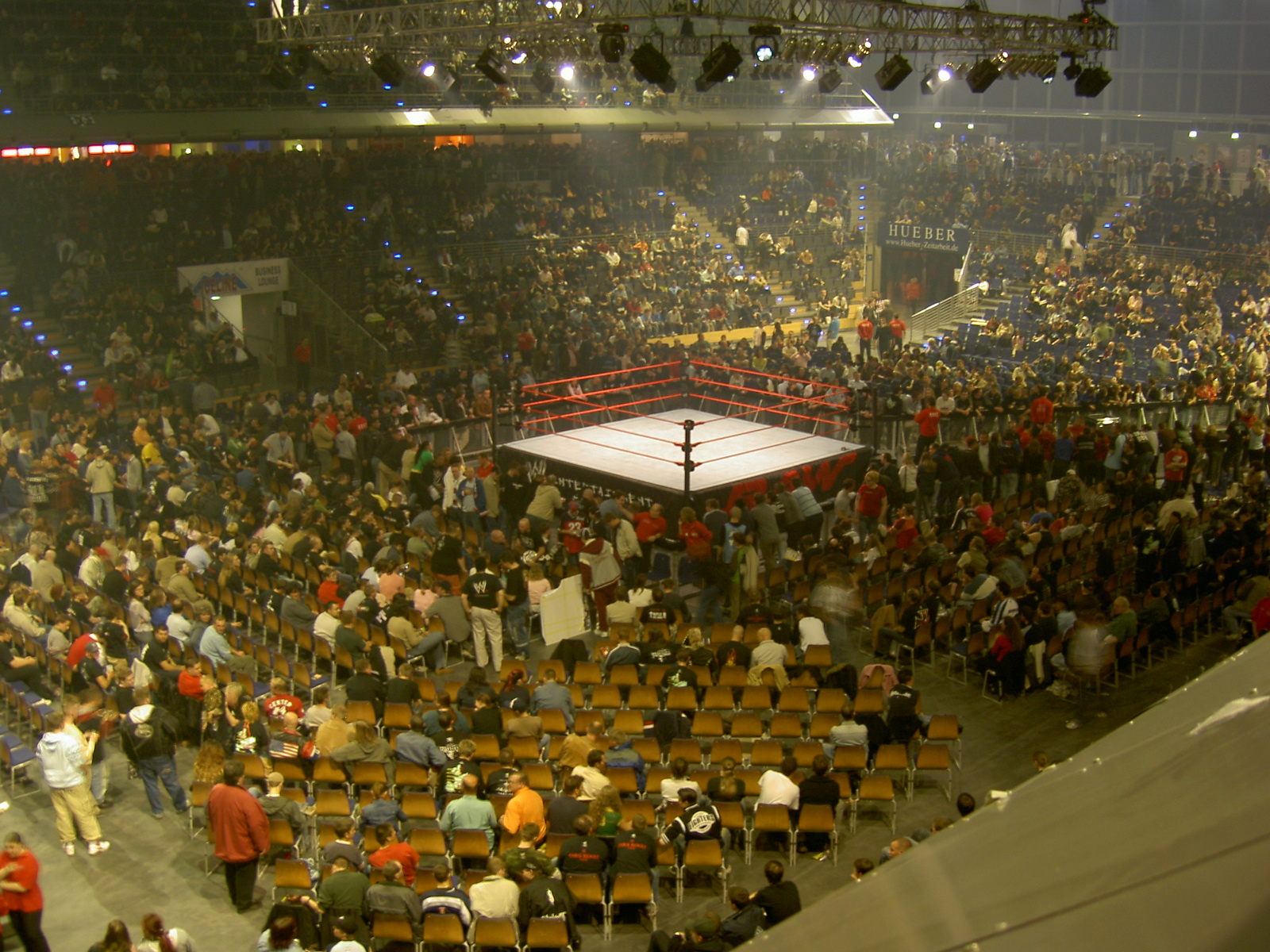
WWE Wrestle Mania Revenge Tour
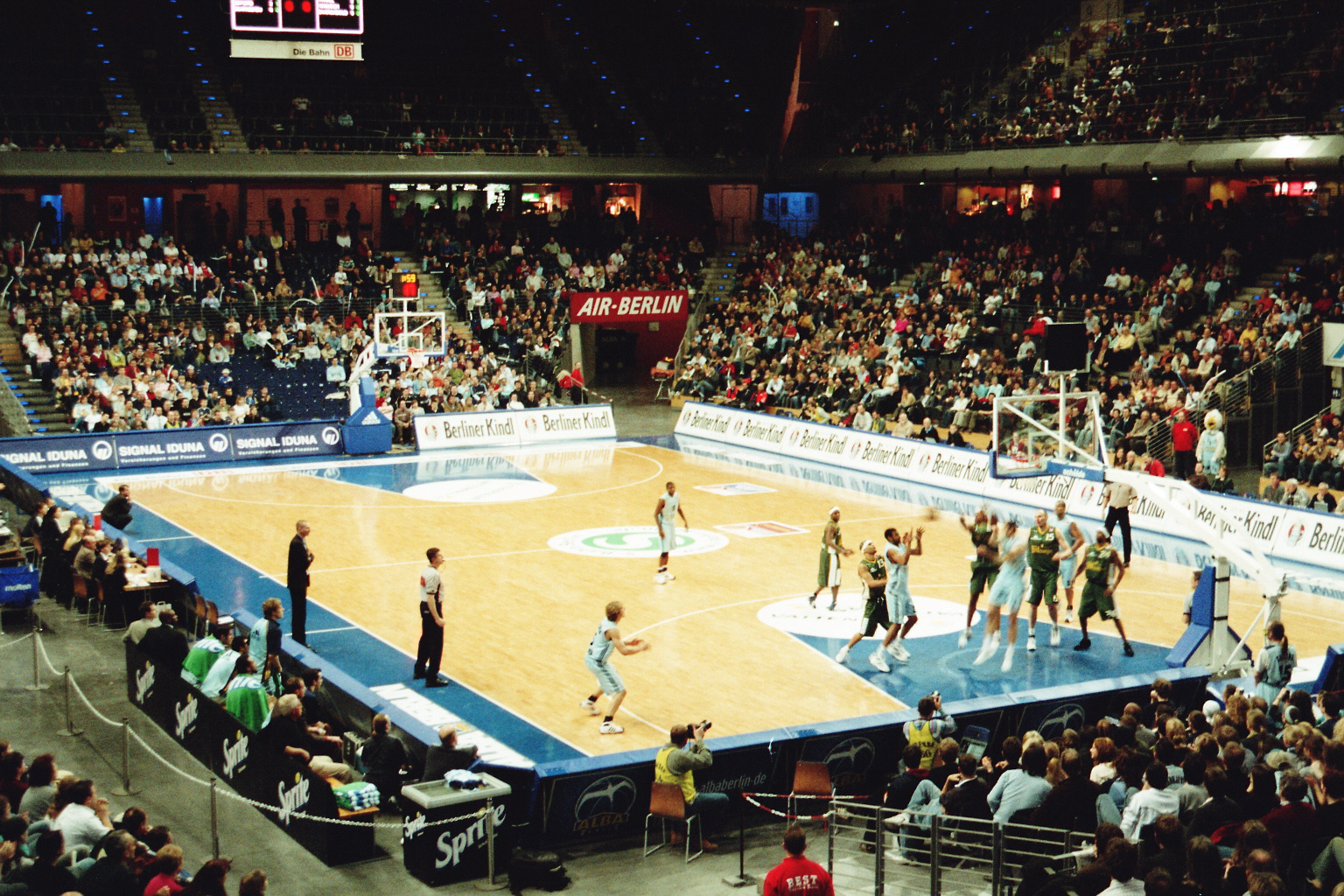
Match de l'ALBA Berlin contre Trier lors de la saison 2005-2006